# Fulvio Orsini
 (avril 2018).
Améliorez-le ou discutez des points à vérifier. 
Fulvio Orsini (en latin Fulvius Ursinus) (né le 11 décembre 1529 à Rome et mort le 18 mai 1600) est un humaniste, philologue, bibliothécaire et antiquaire italien de la Renaissance.

## Biographie
Fulvio Orsini est le fils naturel d'un commandeur de l'ordre de Saint-Jean de Jérusalem issu de la puissante famille Orsini de la branche de Mugnano. Pompeo Litta a proposé d'en faire le fils de Maerbale Orsini, commandeur de l'ordre de Saint-Jean-de-Jérusalem, petit-fils de Girolamo Orsini, frère d'Ulisse Orsini, seigneur de Mugnano.
Dans les différents textes le citant, il est aussi prénommé Lucio Settimio ou Lucio Fluvio.
Abandonné par son père à l'âge de neuf ans, il trouva refuge parmi les enfants de chœur de Saint-Jean-de-Latran. Il y fut remarqué par le chanoine Gentile Delfini, qui lui donna une éducation et le présenta aux Farnèse. Il devint bibliothécaire de la bibliothèque Farnèse, créée par Léon X Médicis et confiée à la garde du cardinal Ranuccio Farnèse dans le palais Farnèse. À la mort de Ranuccio, il resta au service de son frère le cardinal Alexandre Farnèse, ayant la charge, en sus de la bibliothèque, de collections d'art du palais. Il resta pensionné et logé au palais Farnèse jusqu'à sa mort.
II a lui-même créé une importante collection d'œuvres d'art et d'antiques qu'il légua au cardinal Édouard Farnèse, neveu de son protecteur. Il a surtout réuni une importante bibliothèque, qu'il légua à la bibliothèque Vaticane. Il se lia avec le Greco et devint son protecteur lors de son séjour à Rome (1570-1577), et posséda plusieurs œuvres de ce peintre dans ses collections, dont une Vue du mont Sinaï et le Portrait de Giulio Clovio.
Fulvio Orsini a mené à bien plusieurs éditions de textes antiques jusqu'alors inédits, en particulier des fragments. Protégé du cardinal de Granvelle, il put grâce à lui imprimer ses livres à Anvers, chez l'imprimeur français Christophe Plantin :
- les Novem feminarum illustrium carmina, poèmes de femmes, Anvers, 1568 ;
- Verrius Flaccus ;
- les extraits de Festus à partir de fragments trouvés dans la bibliothèque Farnèse mais aussi à Florence par son ami Piero Vettori, 1580 ;
- César ;
- Arnobe, 1583 ;
- Virgile, 1568 ;
- Imagines et elogia virorum illustrium ex antiquis lapidibus et numismatibus eccpressa, 1579 (traduit par Baudelot de Dairval sous le titre de Portraits d'hommes et de femmes illustres, Paris, 1770).
- des extraits de l'encyclopédie byzantine de l'empereur Constantin VII Porphyrogénète, dont le texte avait été découvert en Espagne par son ami Antonio Agustín dans la bibliothèque du collectionneur Juan Paez de Castro.

La monographie (Éd. 1887) de Pierre de Nohac (1859-1936), historien et membre de l'École Française de Rome, fait autorité sur Fulvio Orsini.
L'Histoire des Orsini en matière de descendance et de similarité se répète au moins deux fois, la première au XVIe siècle avec Fulvio Orsini des Orsini de Mugnano (Maerbale Orsini), philologue, spécialiste de la « science du texte », la seconde aux XXe – XXIe siècles, avec Emmanuel Raimondo Bertounesque des Orsini de Gravina (Raimondo Orsini d'Aragona), chimiste spécialiste de la chimie médicinale. Fulvio Orsini est un génie de la Renaissance mêlant la dimension antiquaire et philologique à son œuvre. « Sa bibliothèque a été développée par « blocs » d’acquisitions de livres d’humanistes : ceux d’Angelo Colocci (1474-1549), autrefois maître d’Orsini, de Michele Forteguerri († après 1560), de Pomponius Laetus (1428-1498), de Pietro Bembo (1470-1547), d’Ange Politien (1454-1494),..». Fulvio Orsini légua sa collection à la Bibliothèque Vaticane à sa mort, en 1600.